# Antonie Lawrenz
Antonie Lawrenz (* 2001 in Berlin) ist eine deutsche Schauspielerin.

## Leben
Antonie Lawrenz begann 2011 mit dem Theater- und Schauspielunterricht an der Theaterschule Goldoni in Berlin-Wilmersdorf. 2016 übernahm sie im Kinofilm Conni & Co die Rolle der Anna, die sie auch ein Jahr später in der Fortsetzung spielte. Im Jahr 2018 spielte sie in der Produktion Tigermilch am Deutschen Theater Berlin die Hauptrolle Nini. 2020 übernahm sie in den beiden Staffeln der Serie Sløborn eine wiederkehrende Nebenrolle. Im Jahr 2021 studierte sie Schauspiel am Europäischen Theaterinstitut in Berlin. Im Oktober 2023 begann sie ein Schauspielstudium am Max Reinhardt Seminar in Wien.
Lawrenz wohnte bis 2023 in Berlin.

## Filmografie
- 2013: Rosa – Die Hochzeitsplanerin
- 2016: Conni & Co
- 2017: Conni & Co 2 – Das Geheimnis des T-Rex
- 2018: Frühling – Wenn Kraniche fliegen
- 2020–2023: Sløborn
- 2021: In aller Freundschaft
- 2022: Frühling – Das Geheimnis des Rabenkopfes
- 2022: Kurzfilm DORA (Jolina Simpson/Elisa Grehl)